# Vivid Telepathy
Singles de Nami Tamaki
Real
(2013) Everlasting Love
(2015)
Vivid Telepathy est le 1ersingle de Nami Tamaki sous le label Warner Home Video, et le 24e en tout. Il est sorti le 19 novembre 2014 au Japon. Il sort en format CD et CD+DVD. Il arrive 98e à l'Oricon et reste classé une semaine.
Vivid Telepathy a été utilisée comme ending de l'anime Shirogane no Ishi Argevollen.

## Liste des titres
| 1. | Vivid Telepathy                  |  |
| 2. | Do Ya Wanna Dance                |  |
| 3. | Vivid Telepathy (Instrumental)   |  |
| 4. | Do Ya Wanna Dance (Instrumental) |  |

| 1. | Vivid Telepathy (Music Video) |  |
| 2. | TV-Spot                       |  |